# Tribus d'Israel
Les Dotze Tribus d'Israel varen ser, tal com diu la Bíblia, les tribus dels dotze fills del patriarca Jacob, els descendents d'Abraham, Isaac, i Jacob, a qui Déu va prometre la Terra de Canaan.

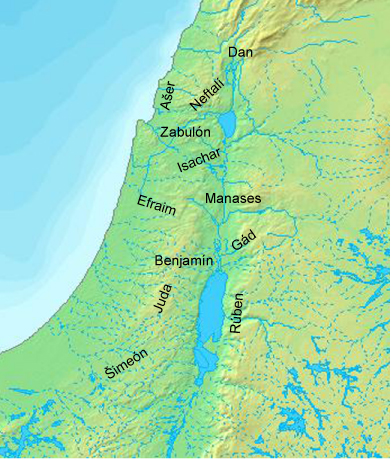
Mapa de l'antic Israel

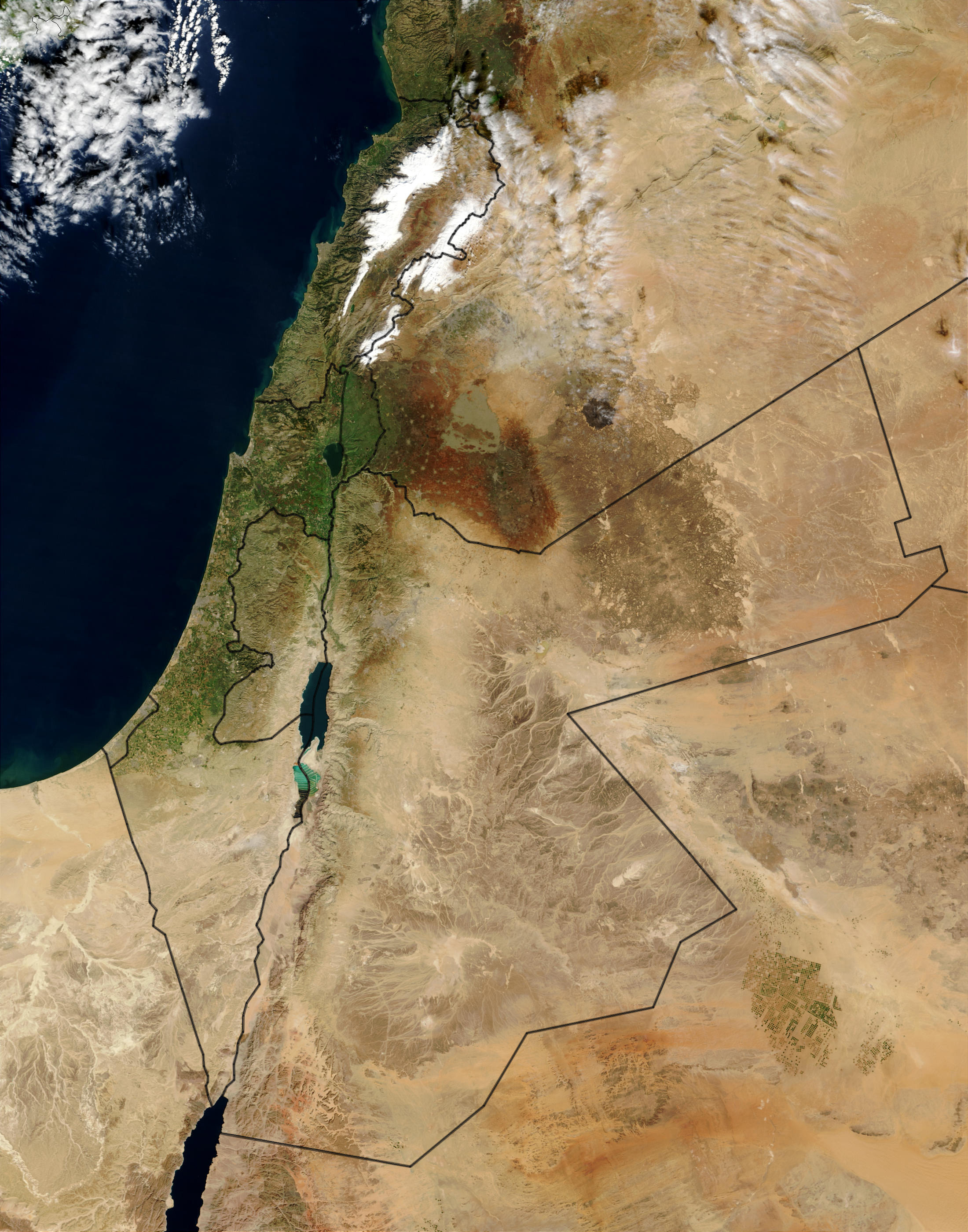
Israel vist des de l'espai

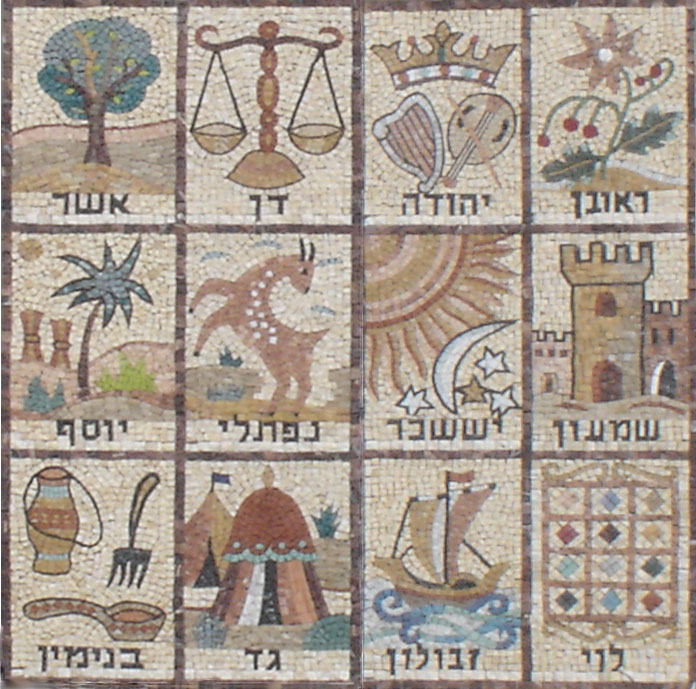
Mosaic amb els símbols de les 12 Tribus d'Israel

## Origen
Segons la Santa Bíblia, el patriarca Jacob va tenir dotze fills que emigraren amb el seu pare cap a Egipte:
- Rubèn
- Simeó
- Leví
- Judà
- Issacar
- Zabuló
- Dan
- Neftalí
- Gad
- Aser
- Josep, pare de Manassès i Efraïm
- Benjamí

## Les Tribus
En el país d'Egipte, els hebreus es multiplicaren i s'agruparen formant tribus segons l'avantpassat comú. Uns tres-cents anys més tard, quan estaven travessant el desert després d'haver fugit d'Egipte, efectuaren, segons la Bíblia, el primer cens de les tribus. Al cap de quaranta anys, quan arribaren a la Terra promesa de Canaan, i es repartiren la terra entre les diferents tribus. D'aquesta manera, s'establia una divisió genealògica i geogràfica.
Les tribus també s'agrupen segons les anomenades matriarques d'Israel:
- Tribus de Lia (descendents de Lia)
  - Nord: Rubèn, Zabuló i Issacar
  - Sud: Judà i Simeó
  - Levites
- Tribus de Josep (descendents de Raquel): Manassès, Efraïm i Benjamí
- Tribus d'esclaves
  - Descendents de Bilhà: Dan i Neftalí
  - Descendents de Zilpà: Gad i Aser

Més tard, el poble d'Israel es dividiria en dos:
- el Regne de Judà, format per les tribus de Benjamí i Judà. Aquest regne fou destruït per Babilònia al segle vi aC.
- el Regne d'Israel, format per totes les altres. Aquest regne fou conquerit per Assíria i es produí una immigració molt important de colons assiris, que s'anomenarien samaritans. Les deu tribus que formaven aquest regne es dissolgueren lentament, per això sovint se les anomena les 10 tribus perdudes.

Posteriorment, Palestina passaria a ser una província de l'imperi Persa, seria ocupada per Alexandre el Gran, l'Imperi Romà, l'Imperi Romà d'Orient, l'Imperi Otomà, l'Imperi Britànic i fins a la divisió entre àrabs i jueus de l'actualitat. L'historiador àrab del segle xv Al-Samhudi va anomenar, per exemple, els Banu Qurayza, els Banu Qaynuqa i els Banu Nadir, com a tribus jueves (més aviat clans) que vivien a Medina en temps de Mahoma (segle vii). Eren tribus d'ètnia jueva (es deien descendents d'Aaron) que professaven el judaisme amb algunes tradicions àrabs.

## Tribu de Rubèn
Descendien de Rubèn (primogènit de Jacob amb Lia) i els seus fills Hanoc, Pal·lú, Hesron i Carmí.
En el primer cens es comptabilitzaren un total de 46.500 homes de més de vint anys i Moisès ungí com a primer cap de la tribu a Elissur, fill de Xedeür.
Cap al final de l'Èxode es conta com els rubenites van demanar a Moisès i Eleazar quedar-se a les terres de la Transjordània, bones per al bestiar, i no travessar el riu Jordà amb la resta del poble d'Israel. Moisès acceptà amb la condició que tots els homes aptes per a la guerra ajudessin a les altres tribus durant la conquesta de Canaan.
Així, la tribu de Rubèn s'establí a la riba oriental del Jordà, a la riba del mar Mort, des de la terra de Moab fins a la d'Ammon. Les principals ciutats eren: Hesbon, Dibon, Bamot-Baal, Betbaal-Meon, Jahas, Quedemot, Mefàat, Quiriataim, Sibmà, Sèret-Aixàhar. Fou la tribu més meridional de les de la Transjordània.
En temps de Saül van lluitar contra els agarens, que van caure a les seves mans, i es van establir en les seves tendes per tota la regió oriental de Galaad.
Després de la mort del rei Saül, van ser dels primers a acceptar com a nou rei a Ixbóixet, fill de Saül. La tribu de Judà, en canvi, va coronar David. Aquesta divisió duraria dos anys, quan Ixbóixet fou assassinat i la tribu va acceptar David com a rei d'Israel.
Sota els regnats de David i Salomó, els rubenites van viure amb pau i prosperitat. Cap al final del regnat de Salomó, però, es van veure afeixugats amb càrregues fiscals i a la mort del rei, veient que el seu successor Roboam continuaria amb la mateixa política, van donar suport a Jeroboam, general dels exèrcits de Salomó, qui es va proclamar rei d'Israel poc després, consolidant la separació entre el Regne de Judà (amb Roboam regnant sobre la tribu de Judà i la de Benjamí) i el Nou Regne d'Israel (amb Jeroboam regnant sobre les altres deu tribus d'Israel). Així, la tribu de Rubèn va passar a formar part del Regne d'Israel de Jeroboam.
En temps de la Dinastia israeliana de Menahem, hi havia un príncep rubenita que fou deportat pel rei Teglatfalassar III d'Assíria després d'ocupar Nebo i estendre's fins al riu Eufrates.

## Tribu de Simeó
Descendien de Simeó (segon fill de Jacob amb Lia) i els seus fills Jemuel, Jamín, Ohad, Jaquín, Sóhar i Xaül.
En el primer cens es comptabilitzaren un total de 59.300 homes de més de vint anys i Moisès ungí com a primer cap de la tribu a Xelumiel, fill de Surixadai.
En el repartiment de Canaan, els tocà una porció dins de les terres de la tribu de Judà, això és la rodalia de Hassar-Xual, Baalà, Betul, Rimon, entre d'altres.
Després de la mort del rei Saül, va acceptar com a nou rei a Ixbóixet, fill de Saül. La tribu de Judà, en canvi, va coronar David. Aquesta dualitat de monarques duraria dos anys, fins que Ixbóixet fou assassinat. Aleshores David va ser coronat rei d'Israel.
Sota els regnats de David i Salomó, els simeonites van viure amb pau i prosperitat. Cap al final del regnat de Salomó, però, es van veure afeixugats amb càrregues fiscals i a la mort del rei, veient que el seu successor Roboam continuaria amb la mateixa política, van donar suport a Jeroboam, general dels exèrcits de Salomó, qui es va proclamar rei d'Israel poc després, consolidant la separació entre el Regne de Judà (amb Roboam regnant sobre la tribu de Judà i la de Benjamí) i el Nou Regne d'Israel (amb Jeroboam regnant sobre les altres deu tribus d'Israel). Així, la tribu de Simeó va passar a formar part del Regne d'Israel de Jeroboam.
En temps d'Ezequies, rei de Judà, i amb el regne d'Israel ja desaparegut, es van unir les principals famílies de la tribu, sota el comandament dels caps dels principals clans (Meixobab, Jamlec, Joixà, Joel, Jehú, Elioenai, Jaacobà, Jeixohaià, Assaià, Adiel, Issimiel, Benaià i Zizà) i van ocupar les terres de Guedor tot buscant zones amb millors pastures. Van haver de guerrejar contra els camites (descendents de Cam, fill de Noè) i els meünites i els van exterminar. També van saquejar zones dels amalequites i es van assentar al seu territori.

## Levites
No són comptats com a tribu, ja que Déu els reservà la tasca especial de ser els sacerdots custodis de l'Arca de l'Aliança i el Temple de Jerusalem. Descendien de Leví (tercer fill de Jacob amb Lia) i els seus fills Guerxon, Quehat i Merarí.
Eren un total de 22.000 mascles d'un mes en amunt durant el primer cens i com a cap de casa fou nomenat Eleazar, fill d'Aaron.
En el repartiment de la Terra promesa no els van concedir terres, ja que tenien un estatus especial d'entre les tribus. En lloc d'això, els van concedir ciutats pròpies.
- Als quehatites els donaren tretze ciutats dels territoris de la tribu de Judà i la tribu de Benjamí.
- Als guerxonites se'ls concedí tretze ciutats de les tribus d'Issacar, d'Aser, de Neftalí i de Manassès.
- Als meraríites els tocaren dotze ciutats inscrites dins dels territoris de Rubèn, de Gad i de Zabuló.

El Rei David va fer un cens dels levites durant la construcció del Temple de Jerusalem on es van comptar trenta-vuit mil homes majors de 30 anys.

### Noms propis
- Moisès, l'alliberador de l'esclavitud d'Egipte i el profeta més important d'Israel
- Aaron, primer Summe Sacerdot d'Israel
- Samuel, últim jutge d'Israel

## Tribu de Judà
Descendien de Judà (quart fill de Jacob amb Lia) i els seus fills Xelà, Zèrah i Fares.
En el primer cens es comptabilitzaren un total de 74.600 homes de més de vint anys i Moisès ungí com a primer cap de la tribu a Nahxon, fill d'Amminadab.
S'establí al sud de Canaan, des de Jerusalem fins a tocar d'Egipte i des del Mediterrani fins al mar Mort. Les ciutats més importants eren Hebron, Amman, Jarmut, Laquix, Eter, Ecron, Debir i Jerusalem, entre d'altres. En aquesta última ciutat, els hebreus van conviure amb els jebusites, que no foren exterminats ni expulsats.
Després de la mort del rei Saül, van coronar nou rei a David. La resta de tribus es van posar de part del fill de Saül, Ixbóixet. Així, David fou nomenat Rei de Judà fins que al cap de dos anys Ixbóixet fou assassinat i quedà com a únic rei d'Israel.
El Rei David va fer un cens de la tribu i va comptar cinc-cents mil homes aptes per a la guerra.
Sota els regnats de David i Salomó van viure amb pau i prosperitat. A la mort del Rei Salomó van veure com les deu tribus del nord es van negar a reconèixer el seu successor legítim, Roboam i van aclamar el general dels exèrcits israelites Jeroboam, consolidant la separació entre el Regne de Judà (amb Roboam regnant sobre la tribu de Judà i la de Benjamí) i el Nou Regne d'Israel (amb Jeroboam regnant sobre les altres deu tribus d'Israel). Així, la tribu de Judà va passar a formar part del Regne de Judà de Roboam.

### Noms propis
- Otniel, el primer jutge d'Israel, era membre de la tribu tot i que pertanyia a la branca dels quenazites (una de les tribus de descendents d'Esaú) que es van unir al judaïtes durant l'Èxode.
- El Rei David, el més gran rei d'Israel i iniciador de la Casa de David, la dinastia que regnaria fins a la deportació de Babilònia.
- Salomó, successor del seu pare David al tron d'Israel. Molt conegut per la seva saviesa i riquesa.

## Tribu de Dan
Descendien de Dan (cinquè fill de Jacob, nascut de l'esclava Bilhà) i el seu fill Huixim.
En el primer cens es comptabilitzaren un total de 62.700 homes de més de vint anys i Moisès ungí com a primer cap de la tribu a Ahièzer, fill d'Ammixadai.
En el repartiment de la Terra promesa els tocà una franja entre el riu Jarcon i el mar Mediterrani. Les principals ciutats foren Elon, Timnà, Ecron, Baalat i Lèixem, que van rebatejar com a Lèixem-Dan. Un temps després van fer una incursió armada contra la ciutat de Laix i s'hi van instal·lar.
Després de la mort del rei Saül, va acceptar com a nou rei a Ixbóixet, fill de Saül. La tribu de Judà, en canvi, va coronar David. Aquesta situació de guerra duraria dos anys, fins que Ixbóixet fou assassinat, llavors el poble va acceptar David com a rei d'Israel.
Sota els regnats de David i Salomó, els danites van viure amb pau i prosperitat. Cap al final del regnat de Salomó, però, es van veure afeixugats amb càrregues fiscals i a la mort del rei, veient que el seu successor Roboam continuaria amb la mateixa política, van donar suport a Jeroboam, general dels exèrcits de Salomó, qui es va proclamar rei d'Israel poc després, consolidant la separació entre el Regne de Judà (amb Roboam regnant sobre la tribu de Judà i la de Benjamí) i el Nou Regne d'Israel (amb Jeroboam regnant sobre les altres deu tribus d'Israel). Així, la tribu de Dan va passar a formar part del Regne d'Israel de Jeroboam.

### Noms propis
- Samsó, un dels grans jutges d'Israel

## Tribu de Neftalí
Descendien de Neftalí (sisè fill de Jacob, nascut de l'esclava Bilhà) i els seus fills Jahseel, Guní, Jésser i Xil·lem.
En el primer cens es comptabilitzaren un total de 53.400 homes de més de vint anys i Moisès ungí com a primer cap de la tribu a Ahirà, fill d'Enan.
Josuè els concedí les terres al nord del mar de Galilea, amb les ciutats de Sidim, Ser, Hammat, Racat o Genesaret i tota la zona on naixia el Jordà.
Després de la mort del rei Saül, va acceptar com a nou rei a Ixbóixet, fill de Saül. La tribu de Judà, en canvi, va coronar David. Aquesta rivalitat duraria dos anys, quan Ixbóixet fou traït pels seus comandants, morí assassinat i quedà com a únic candidat al tron David, fill de Jessè.
Sota els regnats de David i Salomó van viure amb pau i prosperitat. Cap al final del regnat de Salomó, però, es van veure afeixugats amb càrregues fiscals i a la mort del rei, veient que el seu successor Roboam continuaria amb la mateixa política, van donar suport a Jeroboam, general dels exèrcits de Salomó, qui es va proclamar rei d'Israel poc després, consolidant la separació entre el Regne de Judà (amb Roboam regnant sobre la tribu de Judà i la de Benjamí) i el Nou Regne d'Israel (amb Jeroboam regnant sobre les altres deu tribus d'Israel). Així, la tribu de Neftalí va passar a formar part del Regne d'Israel de Jeroboam.

## Tribu de Gad
Descendien de Gad (setè fill de Jacob, nascut de l'esclava Zilpà) i els seus fills Sefon, Haguí, Xuní, Esbon, Erí, Arodí i Arelí.
En el primer cens es comptabilitzaren un total de 45.650 homes de més de vint anys i Moisès ungí com a primer cap de la tribu a Eliassaf, fill de Deuel.
Cap al final de l'Èxode es conta com els gadites van demanar a Moisès i Eleazar quedar-se a les terres de la Transjordània, bones per al bestiar, i no travessar el riu Jordà amb la resta del poble d'Israel. Moisès acceptà amb la condició que tots els homes aptes per a la guerra ajudessin a les altres tribus durant la conquesta de Canaan.
Així, la tribu de Gad s'establí al llarg de tota la riba est del Jordà, des de la mar Morta fins a la mar de Galilea. El seu territori va ser Jazer, la meitat del país d'Amon, Aroer, Heixbon, Ramat-Ammispè, Betonim. I a la vall del Jordà les ciutats de: Betaram, Betnimrà, Sucot i Safon.
La tribu de Gad s'establí a la Transjordània, entre la tribu de Rubèn (al sud) i la de Manassès oriental (al nord).
Després de la mort del rei Saül, van ser dels primers a acceptar com a nou rei a Ixbóixet, fill de Saül. La tribu de Judà, en canvi, va coronar David. Aquesta dualitat de monarques duraria dos anys, fins que Ixbóixet fou assassinat i les tribus van acceptar David com a rei d'Israel.
Sota els regnats de David i Salomó, els gadites van viure amb pau i prosperitat. Cap al final del regnat de Salomó, però, es van veure afeixugats amb càrregues fiscals i a la mort del rei, veient que el seu successor Roboam continuaria amb la mateixa política, van donar suport a Jeroboam, general dels exèrcits de Salomó, qui es va proclamar rei d'Israel poc després, consolidant la separació entre el Regne de Judà (amb Roboam regnant sobre la tribu de Judà i la de Benjamí) i el Nou Regne d'Israel (amb Jeroboam regnant sobre les altres deu tribus d'Israel). Així, la tribu de Gad va passar a formar part del Regne d'Israel de Jeroboam.
En temps de Jeroboam II, van lluitar contra els agarens i, segons la Bíblia, es van apoderar del seu bestiar: cinquanta mil camells, dues-centes cinquanta mil ovelles, dos mil ases i van fer cent mil esclaus.

## Tribu d'Aser
Descendien d'Aser (vuitè fill de Jacob, nascut de l'esclava Zilpà) i els seus fills Imnà, Ixvà, Ixví i Berià.
En el primer cens es comptabilitzaren un total de 41.500 homes de més de vint anys i Moisès ungí com a primer cap de la tribu a Paguiel, fill d'Ocran.
Després de la conquesta de Canaan, s'establiren a la costa nordcananea de la mar Mediterrània, amb les ciutats d'Helcat, Halí, Beten, Acxaf, Alammèlec, Amad, entre d'altres. S'estenia des de la ciutat de Tir fins a les terres de la tribu de Zabuló.
Quan es va morir el rei Saül, va fer costat a Galaad i va acceptar com a nou rei a Ixbóixet, fill de Saül. La tribu de Judà, en canvi, va coronar David. Aquesta situació duraria els dos anys següents, els que Ixbóixet es va mantenir en vida, després totes les tribus van aclamar David com a rei.
Sota els regnats de David i Salomó van viure amb pau i prosperitat. El cens del temps de David indicava vint-i-sis mil homes aptes per al servei militar. Cap al final del regnat de Salomó, però, es van veure afeixugats amb càrregues fiscals i a la mort del rei, veient que el seu successor Roboam continuaria amb la mateixa política, van recolzar Jeroboam, general dels exèrcits de Salomó, qui es va proclamar rei d'Israel poc després, consolidant la separació entre el Regne de Judà (amb Roboam regnant sobre la tribu de Judà i la de Benjamí) i el Nou Regne d'Israel (amb Jeroboam regnant sobre les altres deu tribus d'Israel). Així, la tribu d'Aser va passar a formar part del Regne d'Israel de Jeroboam.

## Tribu d'Issacar
Descendien d'Issacar (novè fill de Jacob, nat de Lia) i els seus fills Tolà, Puvà, Job i Ximron.
En el primer cens es comptabilitzaren un total de 54.400 homes de més de vint anys i Moisès ungí com a primer cap de la tribu a Netanel, fill de Suar.
En el repartiment a sorts de la Terra Promesa els fou conedides les terres situades entre el Jordà i el Mont Tabor. Les principals ciutats eren Hafaraim, Xion, Anaharat i Betpassés.
Quan va morir el rei Saül, va acceptar com a nou rei a Ixbóixet, fill de Saül. La tribu de Judà, en canvi, va coronar David. Aquest clima de tensió entre les tribus duraria dos anys, fins que Ixbóixet va morir assassinat. Llavors David fou coronat rei d'Israel.
Sota els regnats de David i Salomó van viure amb pau i prosperitat. En temps del Rei David sumaven vuitanta-set mil guerrers experts. Cap al final del regnat de Salomó, però, es van veure afeixugats amb càrregues fiscals i a la mort del rei, veient que el seu successor Roboam continuaria amb la mateixa política, van recolzar Jeroboam, general dels exèrcits de Salomó, qui es va proclamar rei d'Israel poc després, consolidant la separació entre el Regne de Judà (amb Roboam regnant sobre la tribu de Judà i la de Benjamí) i el Nou Regne d'Israel (amb Jeroboam regnant sobre les altres deu tribus d'Israel). Així, la tribu d'Issacar va passar a formar part del Regne d'Israel de Jeroboam.

### Noms propis
- Tolà, jutge d'Israel durant vint-i-tres anys.

## Tribu de Zabuló
Descendien de Zabuló (desè fill de Jacob, nat de Lia) i els seus fills Sèred, Elon i Jahleel.
En el primer cens es comptabilitzaren un total de 57.400 homes de més de vint anys i Moisès ungí com a primer cap de la tribu a Eliab, fill d'Helon.
Després de la conquesta de Canaan, s'establiren a la regió del Mont Tabor, una zona àrida amb les principals poblacions de Maralà, Catat, Nahalol, Ximron, Iralà i Betlem.
Després de la mort del rei Saül, va acceptar com a nou rei a Ixbóixet, fill de Saül. La tribu de Judà, en canvi, va coronar David. Aquesta dualitat de monarques duraria dos anys, fins que Ixbóixet fou assassinat i David va quedar com a únic monarca.
Sota els regnats de David i Salomó van viure amb pau i prosperitat. Cap al final del regnat de Salomó, però, es van veure afeixugats amb càrregues fiscals i a la mort del rei, veient que el seu successor Roboam continuaria amb la mateixa política, van recolzar Jeroboam, general dels exèrcits de Salomó, qui es va proclamar rei d'Israel poc després, consolidant la separació entre el Regne de Judà (amb Roboam regnant sobre la tribu de Judà i la de Benjamí) i el Nou Regne d'Israel (amb Jeroboam regnant sobre les altres deu tribus d'Israel). Així, la tribu de Zabuló va passar a formar part del Regne d'Israel de Jeroboam.

### Noms propis
- Elon, jutge d'Israel

## Tribu de Josep
Eren els descendents de Josep i els seus fills Efraïm i Manassès. El patriarca Jacob va donar-li el doble d'herència a Josep després de retrobar-lo, és per això que els seus dos fills van formar la seva pròpia tribu:

### Tribu d'Efraïm
Descendien d'Efraïm, fill de Josep (onzè fill de Jacob, nat de Raquel). Josuè formava part de la tribu.
En el primer cens es comptabilitzaren un total de 40.500 homes de més de vint anys i Moisès ungí com a primer cap de la tribu a Elixamà, fill d'Ammihud.
En el repartiment de les terres de Canaan van rebre la rodalia de la ciutat de Siló (Israel) fins al Mont Garizim, tot passant per Janóah, Atarot, Betel, Tanac, Dor, Jericó o Guézer (on van sotmetre com a esclaus als antics pobladors cananeus).
Es van revoltar en temps del jutge Jeftè. Aquest, va posar tropes a les cruïlles dels camins que preguntaven a la gent si era efraïmita, si contestaven que no els feien dir xibòlet i com que els efraïmites deien sibòlet, els reconeixien. Així es va exterminar quaranta-dos mil homes de la tribu.
En morir el rei Saül, i d'acord amb l'altra tribu de la casa de Josep, va acceptar com a nou rei a Ixbóixet, fill de Saül. La tribu de Judà, en canvi, va coronar David. Aquesta rivalitat violenta entre hebreus va durar dos anys, fins que Ixbóixet fou assassinat i David acceptat per totes les tribus.
Sota els regnats de David i Salomó, els efraïmites van viure amb pau i prosperitat. Cap al final del regnat de Salomó, però, es van veure afeixugats amb càrregues fiscals i a la mort del rei, veient que el seu successor Roboam continuaria amb la mateixa política, van recolzar Jeroboam, general dels exèrcits de Salomó, qui es va proclamar rei d'Israel poc després, consolidant la separació entre el Regne de Judà (amb Roboam regnant sobre la tribu de Judà i la de Benjamí) i el Nou Regne d'Israel (amb Jeroboam regnant sobre les altres deu tribus d'Israel). Així, la tribu d'Efraïm va passar a formar part del Regne d'Israel de Jeroboam.

### Tribu de Manassès
Descendien de Manassès, fill de Josep (onzè fill de Jacob, nat de Raquel).
En el primer cens es comptabilitzaren un total de 32.200 homes de més de vint anys i Moisès ungí com a primer cap de la tribu a Gamliel, fill de Pedahsur.
La divisió
Cap al final de l'Èxode es conta com els rubenites i els gadites van demanar a Moisès i Eleazar quedar-se a les terres de la Transjordània, bones per al bestiar, i no travessar el riu Jordà amb la resta del poble d'Israel. Moisès acceptà amb la condició que tots els homes aptes per a la guerra ajudessin a les altres tribus durant la conquesta de Canaan. Mitja tribu de Manassès també demanà quedar-se al marge oriental del Jordà i Moisès ho acceptà.
Així doncs, Manassès se separaren en dos grups:
- Manassès oriental. S'establiren a la Transjordània, al nord de la tribu de Gad, entre el Regne d'Aram i el Mont Hermon fins a la mar de Galilea. En total tenien seixanta ciutats: Mahanaim, Basan, Galaad, Aixtarot, Edreí.
- Manassès occidental. S'establiren entre la mar Mediterrània i el Jordà, des de Megiddo fins a Siquem.

Després de la mort del rei Saül, la mitja tribu de Manassès oriental va acceptar com a nou rei a Ixbóixet, fill de Saül. Una mica més tard, l'altra mitja tribu, Manassès occidental, també el va acceptar. La tribu de Judà, en canvi, va coronar David. Aquesta dualitat de monarques duraria dos anys, fins que Ixbóixet fou assassinat i David va ser proclamat rei d'Israel.
Sota els regnats de David i Salomó van viure amb pau i prosperitat. Cap al final del regnat de Salomó, però, es van veure afeixugats amb càrregues fiscals i a la mort del rei, veient que el seu successor Roboam continuaria amb la mateixa política, van recolzar Jeroboam, general dels exèrcits de Salomó, qui es va proclamar rei d'Israel poc després, consolidant la separació entre el Regne de Judà (amb Roboam regnant sobre la tribu de Judà i la de Benjamí) i el Nou Regne d'Israel (amb Jeroboam regnant sobre les altres deu tribus d'Israel). Així, la tribu de Manassès va passar a formar part del Regne d'Israel de Jeroboam.
Noms propis
- Gedeó, el jutge d'Israel que va vèncer els madianites envoltant el campament enemic amb corns i torxes dins de gerres i provocant la confusió i la mortaldat entre els enemics.
- Abimèlec, fill i successor de Gedeó. Home malvat, sanguinari i terrible.
- Jeftè, jutge implacable amb els ammonites i els efraïmites.

## Tribu de Benjamí
Descendien de Benjamí (dotzè fill de Jacob, nat de Raquel) i els seus fills Bela, Bèquer, Aixbel, Guerà, Naaman, Ehí, Roix, Mupim, Hupim i Ard.
En el primer cens es comptabilitzaren un total de 35.400 homes de més de vint anys i Moisès ungí com a primer cap de la tribu a Abidan, fill de Guidoní.
Durant el repartiment de Canaan els tocà una porció de terra entre la tribu de Josep i la tribu de Judà, les ciutats de Betel, Bethoron, Jericó, Gabaon i altres. S'estenia fins a la riba del Jordà, prop de la desembocadura al mar Mort.
Al Llibre dels Jutges es conta que una vegada, un levita i la seva esposa es van aturar a dormir a la ciutat benjaminita de Guilbà. Durant la nit, els homes del poble van rodejar la casa, van lligar-lo i van violar repetidament la seva dona fins que va morir. El sacerdot va trossejar la muller en dotze parts i les va enviar a cadascuna de les tribus d'Israel.
Aleshores, es va produir una guerra de tots contra benjamí; 400.000 israelites van atacar 26.700 benjaminites. La tribu de Benjamí va quedar completament arruïnada i arrasada. A més, les altres tribus van prometre's que ningú donaria cap filla en matrimoni a un benjaminita.
Poc després, els israelites, veient que la tribu de Benjamí es perdia, van atacar la població de Jabeix-Galaad, i van assassinar tothom menys les verges. Després de signar la pau, van donar aquelles joves als benjaminites, que van reconstruir les seves ciutats i van tornar a instal·lar-s'hi.
Quan va morir el primer rei d'Israel, Saül, va acceptar com a nou rei el príncep Ixbóixet, fill de Saül, atès que pertanyia a la seva tribu. La tribu de Judà, en canvi, va coronar David. Dos anys després, Ixbóixet va morir assassinat i David va ser rei d'Israel.
Sota els regnats de David i Salomó els benjaminites van viure amb pau i prosperitat. A la mort del Rei Salomó van veure com les deu tribus del nord es van negar a reconèixer el seu successor legítim, Roboam i van aclamar el general dels exèrcits israelites Jeroboam.
La tribu de Benjamí, a diferència de la disputa entre Ixbóixet i David després de la mort de Saül, no es va unir a les altres tribus contra Judà sinó que aquest cop va unir-s'hi passant a formar part del Regne de Judà.
Així fou com es consolidà la separació entre el Regne de Judà (amb Roboam regnant sobre la tribu de Judà i la de Benjamí) i el Nou Regne d'Israel (amb Jeroboam regnant sobres les altres deu tribus d'Israel).

### Noms propis
- Saül, primer rei d'Israel
- Ehud, el jutge d'Israel qui va matar en secret el rei de Moab.
- Dèbora, casada amb el benjaminita Lapidot i l'única dona que va arribar a ser jutge d'Israel.